# Хорвати
Хорва́ти (хорв. Hrvati) — південнослов'янський народ, що мешкає переважно в Хорватії, Боснії і Герцеґовині та прилеглих країнах. Налічується близько 4,6 мільйонів хорватів на Балканах, і по всьому світові — 9 мільйонів. Через політичні, соціальні й економічні причини чимало хорватів полишили свою Батьківщину і створили значну хорватську діаспору. Чималі громади існують у багатьох країнах, зокрема США, Австралії, Німеччині, Чилі, Новій Зеландії і ПАР.
Хорвати переважно є католиками, а їхньою рідною мовою є хорватська.

## Місця проживання
Національною державою хорватів є сучасна Хорватія, у той же час, у сусідній БіГ хорвати становлять одну з трьох складових націй.
Місцеві хорватські меншини існують на таких землях:
- Воєводина, північна автономна область Сербії, де хорватська мова є офіційною (разом із іншими п'ятьма); переважна більшість шокців вважає себе хорватами, так само як багато бунєвців (останні разом із іншими народами заселили терени, що спустошилися після відступу отоманів; походження цих хорватів головно з півдня; переважно з регіону Бачка)
- Шокці й бунєвці в регіоні Бач Кішкун, що в Угорщині
- рацкі хорвати в Угорщині
- Хорватська мова одна з 4 офіційних мов Чорногорії, окрім державної; більшість з них мешкає в Которській затоці
- Маленька громада існує в Красі (регіоні на кордоні Словенії й Італії) та італійському місті Трієсті. Вони дуже асимілювалися, проте залишили по собі місцеві прізвища й назви населених пунктів.
- Райони Словенії
- Прикордонні землі в Угорщині
- Крашовани (близько 5 тисяч) у Румунії
- У Бургенланді, що на сході Австрії
- Янєвці у Косові (10 тисяч)
- 10 тисяч хорватів у Молізі
- Містечко Сентендре, сильно мадяризоване, проте пам'ятає свої хорватські корені (з Далмації)
- Словацькі території довкіл Братислави. Більшість уже засемілювалися, проте деякі ще тримаються хорватської ідентичности
- Моравія
- Україна (*500[2][3])

## Історія
Нинішні хорвати Хорватії це «червоні хорвати». Одне зі східнослов'янських племен яке проживало в східній Галичині (західна територія України) називалося «білі хорвати», а племена котрі проживають в Моравії та Словаччині — «чорні хорвати».